# Adorables
Pour les articles homonymes, voir Adorable.
 (mars 2025).
Pour plus de détails, voir Fiche technique et Distribution.
Adorables est un film franco-belge écrit et réalisé par Solange Cicurel sorti en 2020.

## Synopsis
Emma Renaud, une psychologue, est en pleine tourmente à cause de la crise d'adolescence de Lila, sa fille de 14 ans. Elle doit également faire avec le laxisme de son ex-mari Victor, qui tente malgré tout d'apaiser les tensions entre mère et fille.

## Fiche technique
- Titre : Adorables
- Titre international : Isn't she lovely ?
- Réalisation : Solange Cicurel
- Scénario : Solange Cicurel
- Photographie : Vincent van Gelder
- Décors : Florence Vercheval et Eugénie Collet
- Son : Thomas Bouric
- Montage : Philippe Ravoet
- Production : Beluga Tree, Other Angle Pictures, Orange Studio, RTBF, Proximus, avec l'aide du Centre du cinéma et de l'audiovisuel de la Fédération Wallonie-Bruxelles
- Distribution : Orange Studio et UGC Distribution
- Pays d'origine :  Belgique /  France
- Genre : comédie
- Durée : 91 minutes
- Date de sortie : 22 juillet 2020

## Distribution
- Elsa Zylberstein : Emma Renaud
- Lucien Jean-Baptiste : Victor
- Ioni Matos : Lila
- Hélène Vincent : Rose
- Tania Garbarski : Isabelle
- Stéphanie Crayencour : Anne
- Max Boublil : DJ Jules Verne
- Roger Van Hool : Jo
- Laurence Oltuski : Mme Gonzales
- Alex Vizorek : l'animateur radio
- Amir : lui-même
- Raphaëlle Bruneau : la dermatologue
- Loriane C Klupsch : Marie

## Production

### Lieux de tournage
Le film est tourné en partie à Bruxelles, notamment à l'athénée Robert Catteau, Place Poelart et au Mont des Arts.